# Barn
| Barn |
| --- |
| Flicka i Une Vocation, målning av William Bouguereau, 1896. - Betydelse – människa från födelse fram till vuxen ålder - Faser – nyfödd, spädbarn, småbarn, lekålder, skolbarn, pubertet, adolescens (tonåring) - Relaterade begrepp – Barnkonventionen, övergångsrit |

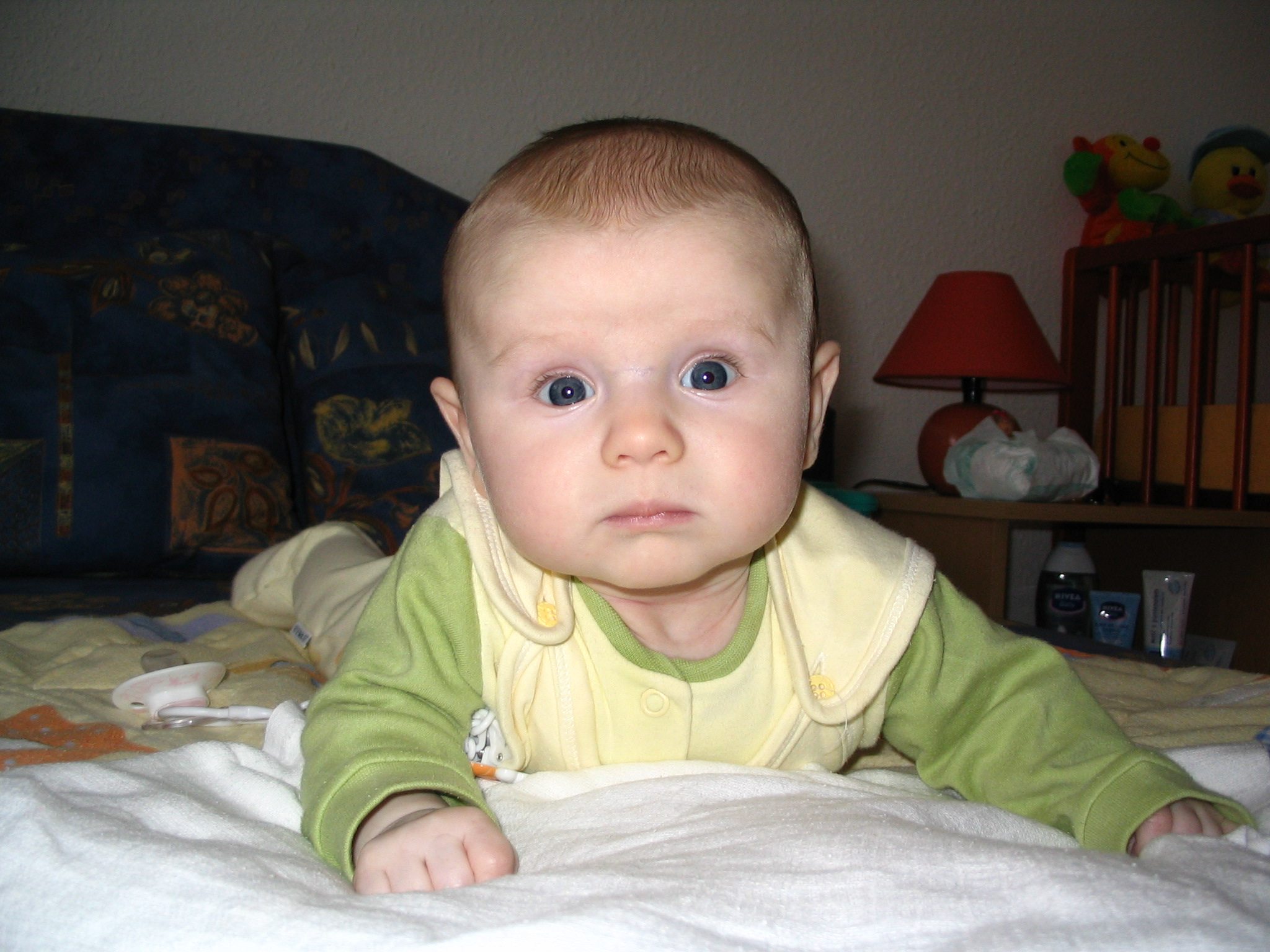
Ett spädbarn.

Ett barn är en människa som ännu inte har uppnått vuxen ålder. Ett barn av kvinnligt kön kallas flicka och ett barn av manligt kön kallas pojke. 
Barndomen är en period där individen utvecklas mentalt och kroppsligt, och via uppfostran och skolgång lär sig förmågor som är viktiga senare i livet. Det finns olika uppfattningar om både början och slut på barndomen. I vissa kontexter ser vissa även ett ofött foster som ett barn, och tidpunkten för övergången mellan barn och vuxen uppfattas olika beroende på kultur och tid.  
Nordisk familjebok från 1904 förlägger barndomens slut till pubertetens inträde. FN:s barnkonvention, formulerad 1989 och ratificerad av de flesta av jordens länder (i Sverige 2020), anger att varje människa under 18 år räknas som barn, om man inte blir myndig tidigare enligt den nationella lagstiftningen. I många kulturer genomförs övergångsriter, när barnet inte längre betraktas som barn. 

## Definition och överförda betydelser
I FN:s barnkonvention används ordet barn i betydelsen 'människa som inte fyllt arton år'.
Ordet barn används också i betydelsen "son eller dotter", även när personen är vuxen, och detsamma gäller ordet barnbarn som betecknar avkomling i andra led. 
Man kan också i överförd bemärkelse kallas någons barn, om man gått i lära hos någon eller på annat sätt är någons skyddsling. I kristen tro kallas den troende ibland för "Guds barn", för att uttrycka den nära relationen till Gud Fadern.

## Barnets åldrar

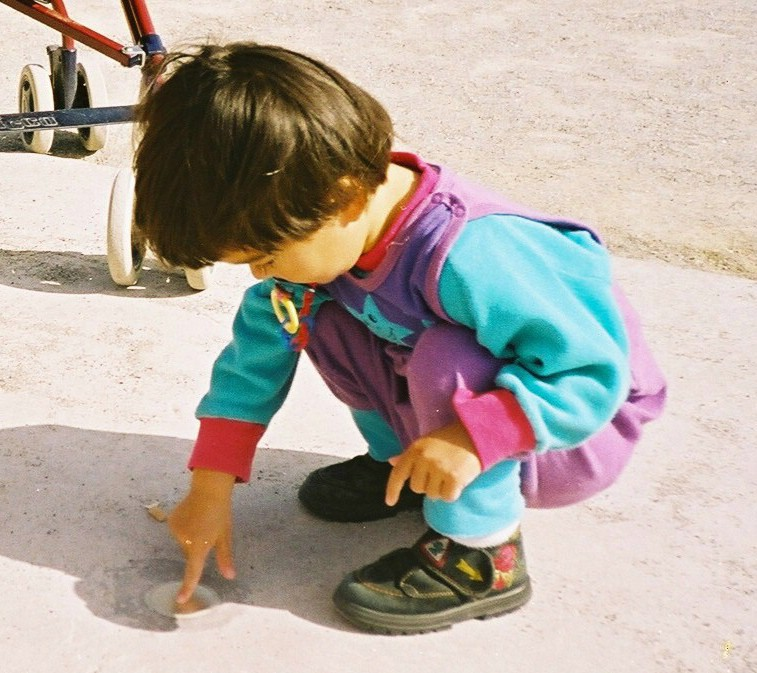
En tvååring

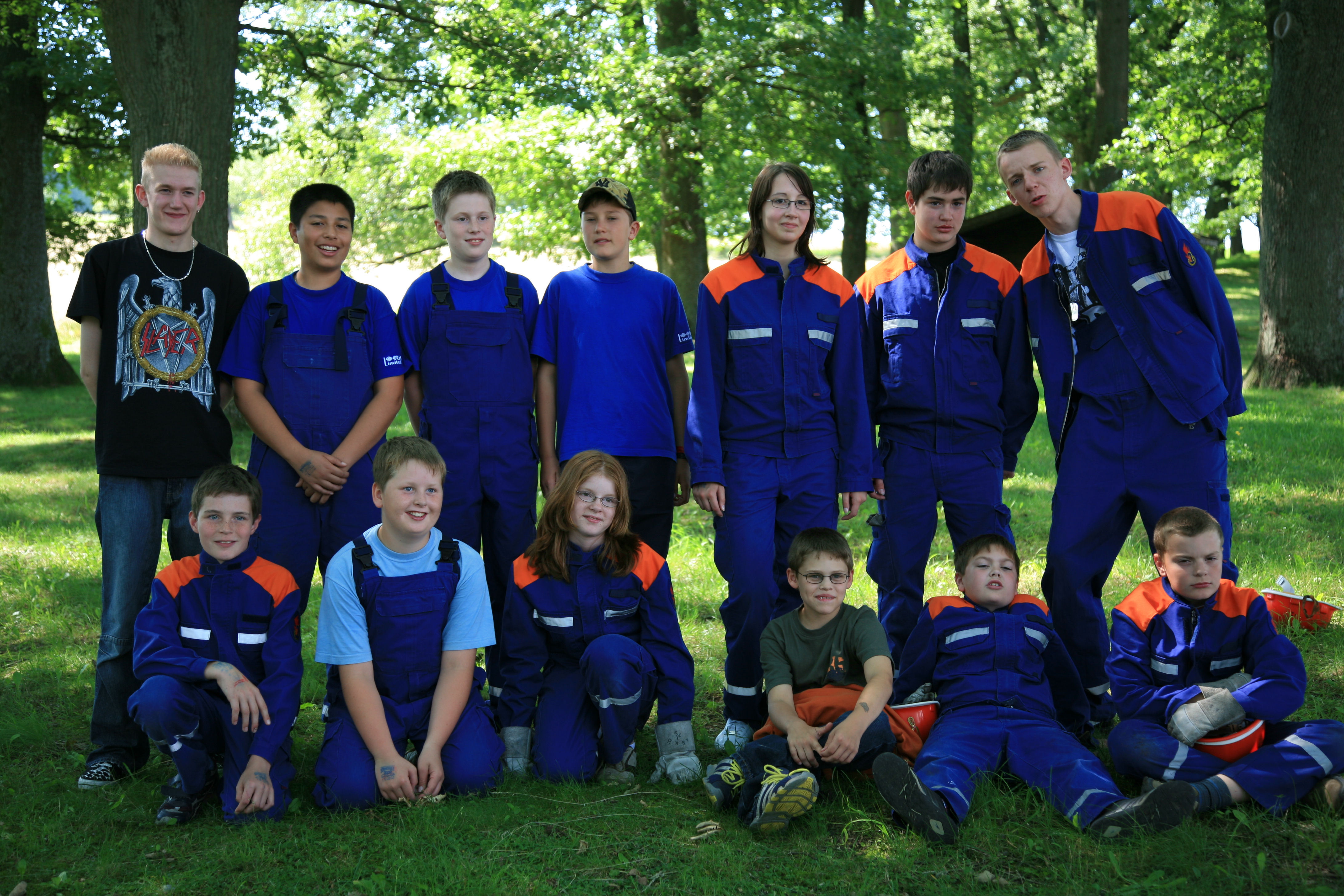
Tonåringar i frivilliga brandkåren i Nieder-Kainsbach

Barnaåren från födseln till det definitiva inträdet i vuxenlivet brukar biologiskt delas in i ett antal faser eller identiteter. Dessa noteras ofta som:
- Nyföddhetsperiod – födelse till 4 veckor
- Spädbarnsålder – födelse till 1 år
- Småbarnsålder / Koltålder – 1 till 3 år[7]
- Lekålder / Förskoleålder – 3 till 6 år
- Skolålder – fram till puberteten
- Pubertet – cirka 8 till 13 år för flickor, cirka 9 till 14 år för pojkar
- Adolescens – mellan pubertet och vuxen ålder (se tonåring och ungdom)

### Graviditet och födsel
Graviditetens längd räknas av tradition från senaste mensens första dag (dag 0+0), men om fostret undersökts med ultraljud används istället det då fastställda datumet – eftersom det anses säkrare – för att beräkna fostrets ålder. I genomsnitt överensstämmer de olika beräkningsmetoderna, men för den enskilda kvinnan kan metoderna ge något olika resultat beroende på när befruktningen faktiskt ägde rum.
Någon konsensus finns inte om när fostret börjar vara ett barn. Det finns i olika kulturer och grupper olika uppfattningar, alltifrån att människan är ett barn redan från befruktningen, till att människan blir ett barn först vid födelsen. Ställningstagandet i denna fråga, hänger nära samman med ställningstagandet i abortfrågan. Förespråkare för fri abort menar att fostret under sin första livsfas inte är något barn, utan en del av kvinnans kropp. Motståndare till fri abort menar att även ett foster har rätt till sitt eget liv. Oavsett ställningstagande i abortfrågan används i dagligt tal uttryck som "bli med barn" och "ha ett barn i magen".
Förlossningen är ett kritiskt tillfälle för både mor och barn. Globalt sett uppskattas mödradödligheten till ca 287 000, vilket innebar ca 210 dödsfall per 100 000 levande födslar. Skillnaden mellan olika länder är mycket stor. I Europa dör i genomsnitt 20 kvinnor per 100 000 födslar, i Sverige 4 kvinnor per 100 000 födslar. Motsvarande tal i de mest utsatta länderna är ca 1 000 per 100 000. (Siffror från 2010). I världen som helhet dör cirka 30 av 1000 barn under sina första levnadsveckor, de flesta av dem direkt efterfödelsen. Detta innebär totalt 4 miljoner barn per år. Även här är skillnaderna mycket stora. I Sverige är siffran endast 4, medan över 60 av 1000 nyfödda barn dör i de mest utsatta områdena (siffror från 2006).

### Barnets utveckling
Utvecklingen och tillväxten hos den unga individen sker mer eller mindre kontinuerligt, något som skiljer sig från mer statiska fysiska kroppen hos en vuxen människa. Om barnet är friskt, får tillräckligt med näring och får leva i en någorlunda trygg miljö, styrs tillväxten av faktorer med koppling till generna. Ett stort antal hormoner styr utvecklingen, där de viktigaste är:
- tillväxthormon (från hypofysens framlob)
- skördkörtelhornomer
- könshormoner

Genom att mäta längden och vikten på barnet, kan man studera den kroppsliga utvecklingen och eventuella avvikelser från normal utveckling. Så småningom ändras proportionerna mellan olika kroppsdelar.
Snabbast utveckling sker under spädbarnsåret. Under puberteten tar den kroppsliga och mentala utvecklingen ny fart, genom den så kallade pubertetsspurten. Under adolescensen avstannar tillväxten sakta, allteftersom de kroppsliga formerna och mentala förmågorna stabiliseras.

### Barndomens slut
I biologisk mening upphör människan att vara barn, när hon blir könsmogen. I en del kulturer markeras vuxenblivandet genom en övergångsrit. Inom judendomen markerar bar miszva  och bat mitsva att en pojke respektive flicka uppnått religiös myndighetsålder 13 respektive 12 år. I svensk kristenhet har konfirmationen ofta markerat övergången från barn till vuxen.
I den moderna västvärlden finns numera ett sådant välstånd, att tonåringar i allmänhet inte behöver bidra till familjens försörjning. I stället har skolgången förlängts. Som en följd av detta har under 1900-talet en särskild ungdomstid skapats, som en utdragen övergång från barndom till vuxenliv. Ordet "tonåring" för en speciell åldersgrupp började användas kring 1950, och sedan dess har tonåringarna blivit en viktig konsumentgrupp för speciella kläder, musik och konsumtionsvaror som markerar en kulturellt definierad ungdomsidentitet.
Under adolescensen - perioden efter puberteten - fortsätter den kroppsliga och sociala utvecklingen. Aktuell forskning visar att en människas hjärna inte är fullt utvecklad förrän i 25-årsåldern.

## Barn enligt juridiken
Traditionellt definieras barndomen på andra sätt inom juridiken än genom biologin. 18 år är via Barnkonventionen numera en internationell baslinje för när man ofta anser att ett barn blir vuxen. Olika länder har dock olika myndighetsgränser.

### Barn i svensk lag
Enligt svensk lag övergår ett foster till att bli  ett barn från och med 23:e havandeskapsveckan.
Från 15 års ålder är i Sverige ett barn straffmyndig, kan godtas som vittne och får rätt att idka sexuellt umgänge. Sexuellt umgänge med barn under 15 år är straffbart enligt brottsbalken.
En 16-åring får lov att ingå arbetsavtal och bestämma över egna arbetsinkomster.
I Sverige är myndighetsåldern 18 år där den myndige får full rättslig handlingsförmåga (förmågan att sälja, ingå i avtal och köpa). Inom juridikens mening kan 18 år traditionellt ses som en övergång till vuxen. Numera anses vuxen ålder inte vara uppnådd förrän runt 25 års ålder istället för 18 år. En av orsakerna är att hjärnan inte är färdigutvecklad förrän omkring 25 år.  
Historiskt fanns i Sverige fram till 1917 begreppen "äkta" respektive "oäkta" barn, för barn som fötts i respektive utom äktenskap. Sedan 1976 är barn juridiskt helt likställda oavsett föräldrarnas eventuella äktenskapliga status vid deras födelse.
En person som inte är ett barns biologiska förälder kan under vissa förutsättningar adoptera barnet, det vill säga juridiskt förbinda sig till att i fortsättningen fungera som barnets förälder. I många länder i västvärlden – däribland Sverige – kan samkönade par adoptera barn. Barn som av olika anledningar inte kan vårdas av sina biologiska föräldrar och inte kan komma i fråga för adoption kan under en längre eller kortare tid vårdas i fosterhem.
Enligt Föräldrabalken är barnets föräldrar ansvariga för barnets försörjning upp till 18 års ålder, eller upp till 21 års ålder om barnet går i grundskola, gymnasieskola eller liknande utbildning.

## Barnet i familjen

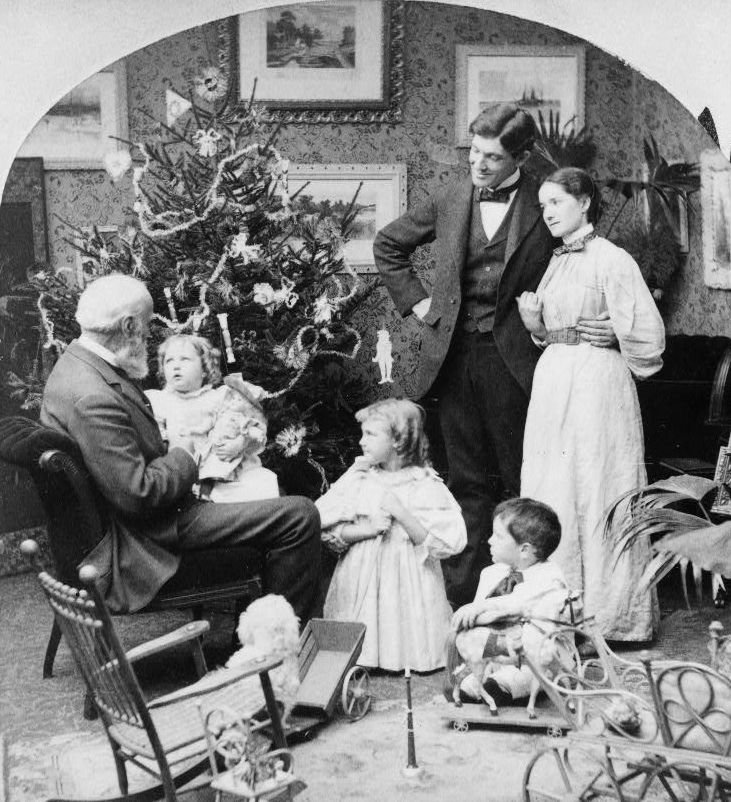
Arrangerad amerikansk bild från 1897 av julfirande med finklädda barn.

Det vanliga i västvärlden är att barnet bor tillsammans med och vårdas av den ena eller båda sina biologiska föräldrar. Enheten mor, far och barn kallas kärnfamilj. I andra kulturer kan familjen omfatta mor- och farföräldrar eller andra släktingar och kallas då storfamilj.
I traditionella kulturer har modern ansvarat för barnets mer direkta vård, medan fadern ansvarat för familjens försörjning. I ett modernt samhälle där såväl män som kvinnor förvärvsarbetar är det vanligare att föräldrarna delar på vårdnadsbördan, och även fadern ägnar sig åt det späda barnets praktiska vård. Om föräldrarna förvärvsarbetar kan de få hjälp med barnets vård av samhället som anordnar och subventionerar daghemsplatser. I en storfamilj hjälps man vanligtvis åt med barnavården. 

### Omvårdnad
I början av sin existens är barn fullständigt beroende av att försörjas, matas, kläs, värmas, undervisas och uppfostras av i första hand modern och fadern. FN:s barnkonvention uttrycker att även ungdomar är i behov av ett särskilt skydd och stöd, innan de som myndiga vuxna personer kan vara självständiga samhällsmedlemmar med eget ansvar på de olika områdena.
Barnet är också för sin psykologiska mognad helt beroende av att få en god och kärleksfull relation redan tidigt i livet. Enligt anknytningsteorin är det till exempel viktigt att barnets föräldrar är både lyhörda för barnets behov och förutsägbara i sitt handlande, annars utvecklar barnet ingen grundläggande livstrygghet. Se också utvecklingspsykologi.

### Barnuppfostran

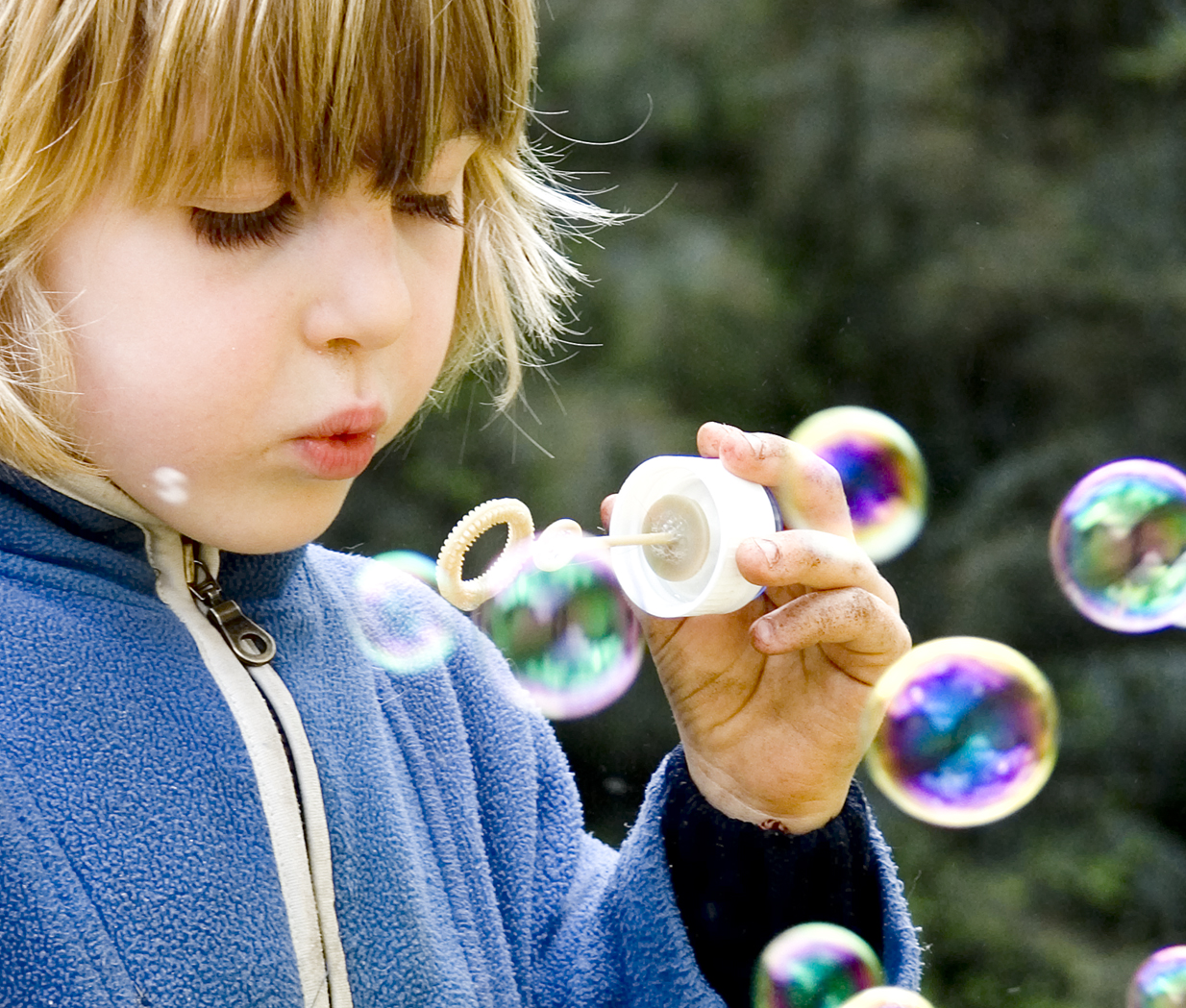
Sedan 1700-talet har vuxna alltmer sett till barnens behov av såväl fysisk som intellektuell stimulans

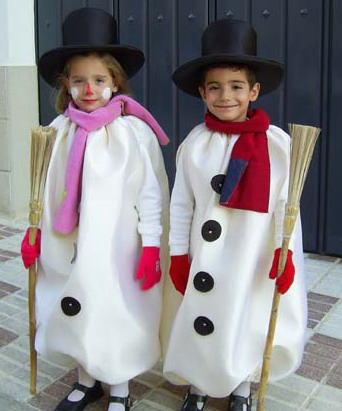
En flicka och en pojke utklädda till snögubbar

Upplysningstiden kan sägas ha varit starten för uppfostran, då både John Locke skrev Some Thoughts Concerning Education och Jean-Jacques Rousseau skrev Émile eller om uppfostran. Innan det hade Johan Amos Comenius dock skrivit den första bilderboken för barn Orbis Pictus, vilken kan ses som en encyklopedi för barn.
Under upplysningen skrevs dock inte endast böcker om uppfostran, utan de flesta böckerna skrevs för att uppfostra. Robinson Crusoe, De tre musketörerna med flera skrevs väldigt snart efter sin utgivning om för att kunna läsas av barn och ungdomar, så att de skulle ha bra förebilder att se upp till.

## I kulturen och genom historien

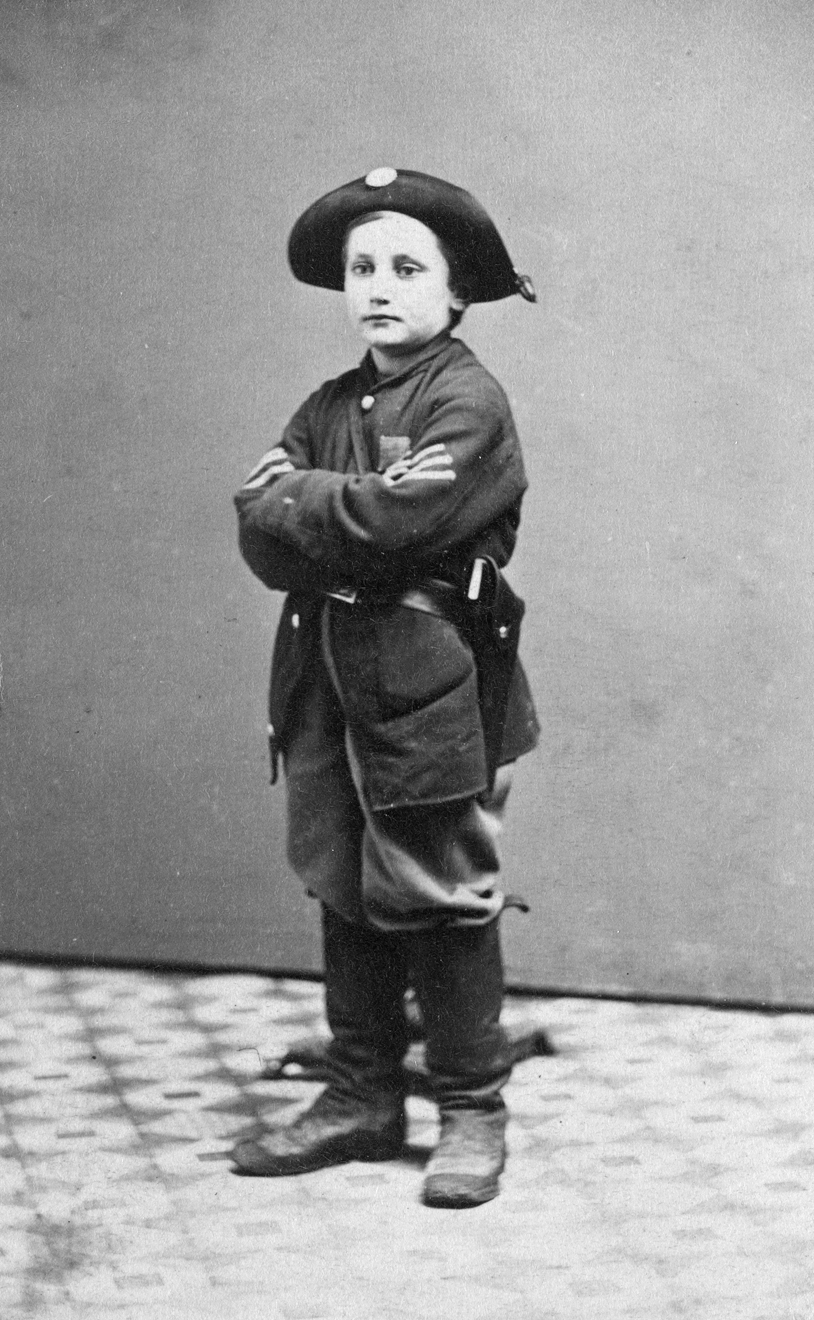
Barnsoldat i amerikanska inbördeskriget.

Philippe Ariès, en fransk historiker, publicerade 1961 en studie av målningar, gravstenar, möbler och register från skolor. Han kom fram till att barn fram till 1600-talet hade behandlats som små vuxna. Sen dess har ökningen av forskning vad gäller historisk barndom ökat. 
Före Ariès hade George Boas publicerat The Cult of Childhood. 
Under renässansen ökade antalet avbildningar av barn i Europa.
Den viktorianska tiden har beskrivits som startskottet för den moderna barndomen. Med den industriella revolutionen ökade barnarbetet men på grund av evangelikala kampanjer och ansträngningar från författaren Charles Dickens och andra, minskade barnarbetet senare i England, bland annat på grund av Factory Acts 1802–1878. Under den viktorianska eran betonades familjens roll och barnets fromhet. Generellt sett har den attityden levt kvar i västvärlden.